# Main Event der World Series of Poker 1978
Das Main Event der World Series of Poker 1978 war das Hauptturnier der neunten Austragung der Poker-Weltmeisterschaft in Las Vegas.

## Turnierstruktur
Das Hauptturnier der World Series of Poker in No Limit Hold’em startete am 17. Mai und endete mit dem Finaltisch am 22. Mai 1978. Ausgetragen wurde das Turnier im Binion’s Horseshoe in Las Vegas. Die insgesamt 42 Teilnehmer mussten ein Buy-in von je 10.000 US-Dollar zahlen, für sie gab es fünf und damit erstmals mehrere bezahlte Plätze. Die bisherigen Sieger Johnny Moss, Thomas Preston, Walter Pearson, Brian Roberts und Doyle Brunson schieden alle am ersten Turniertag aus. Mit Barbara Freer spielte erstmals eine Frau das Main Event, sie schaffte es jedoch nicht in die Preisgeldränge.

## Finaltisch

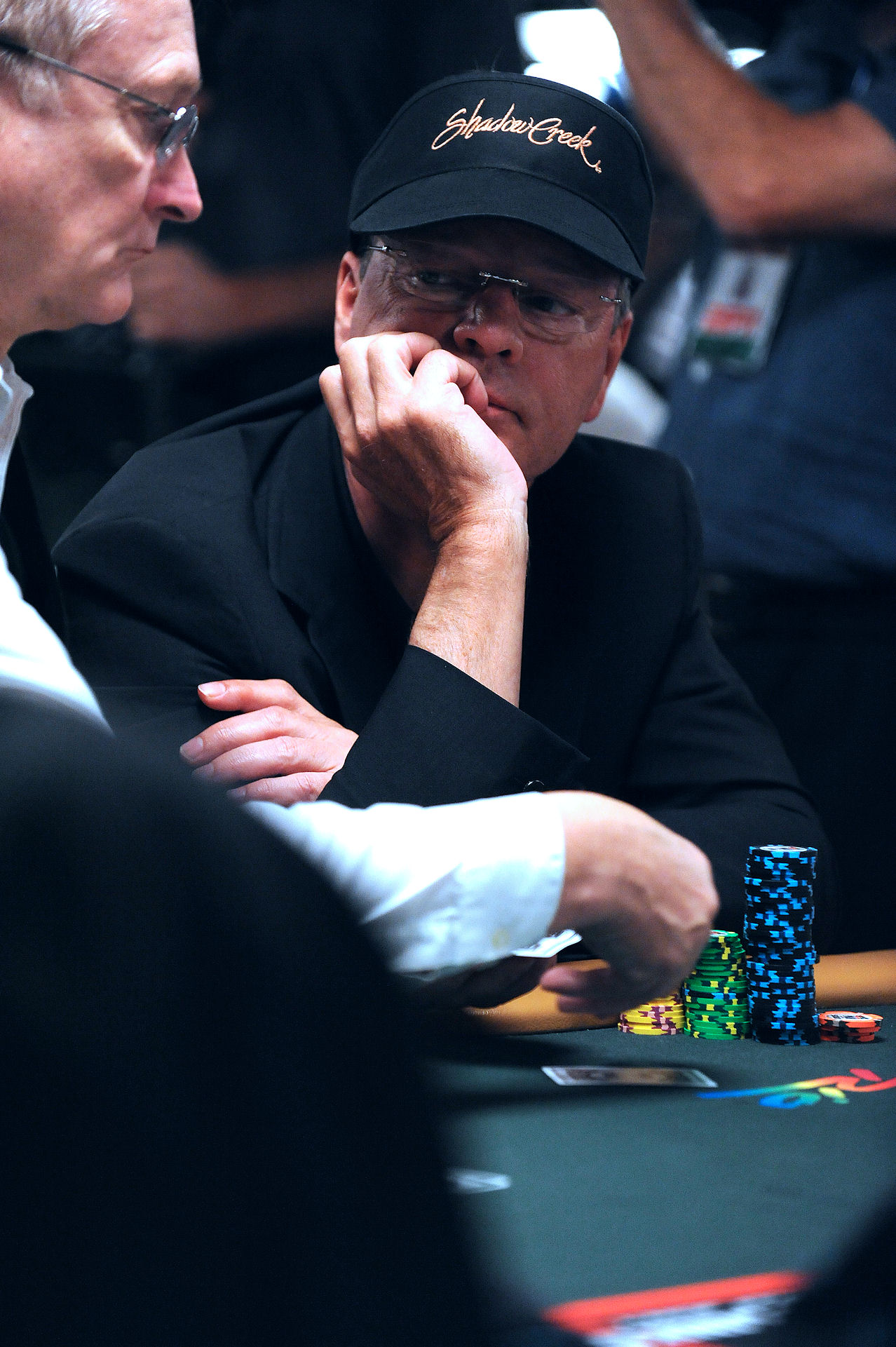
Bobby Baldwin (2010)

Der Finaltisch wurde am 22. Mai 1978 ausgespielt. In der finalen Hand gewann Baldwin mit Q♦ Q♣ gegen Addington mit 9♦ 9♣.
| Platz | Herkunft           | Spieler            | Preisgeld (in $) |
| ----- | ------------------ | ------------------ | ---------------- |
| 1     | Vereinigte Staaten | Bobby Baldwin      | 210.000          |
| 2     | Vereinigte Staaten | Crandell Addington | 084.000          |
| 3     | Vereinigte Staaten | Louis Hunsucker    | 063.000          |
| 4     | Vereinigte Staaten | Buck Buchanan      | 042.000          |
| 5     | Vereinigte Staaten | Jesse Alto         | 021.000          |
| 6     | Vereinigte Staaten | Ken Smith          | –                |